# Aspergillus giganteus
Aspergillus giganteus är en svampart som beskrevs av Wehmer 1901. Aspergillus giganteus ingår i släktet Aspergillus och familjen Trichocomaceae.   Inga underarter finns listade i Catalogue of Life.